# Ry, Seine-Maritime
Ry je občina v severozahodne francoske regije Normandija. Kraj je leta 1999 imel 605 prebivalcev.